# 福田刃物工業
福田刃物工業株式会社（ふくだはものこうぎょう、FUKUDA HAMONO ）は、岐阜県関市小屋名に本社を置く工業用機械刃物を製造する企業。
現在工業用機械刃物の製造を中心に、精密部品・治工具・切断専用機械の製造、刃物の再研磨・加工等の事業を展開している。

## 沿革
- 1896年（明治29年） - 福田吉蔵が福田製作所として関市川合町にて創業。当初はポケットナイフの製造を行なっていた。
- 1922年（大正11年） - 断裁包丁の製造を始め、工業用機械刃物の分野に進出[1]。戦前は陸海軍指定工場となり、刃物工場としては東洋でも有数の規模を誇った[1]。
- 1949年（昭和24年） - 福田刃物工業株式会社が設立される。
- 1955年（昭和30年） - 東京支店を開設する。
- 1974年（昭和49年） - 本社と製造工場を現在地に移転する。
- 1976年（昭和51年） - 紙裁断包丁のJISマーク表示工場に認定される。
- 1991年（平成3年） - 精密部品加工部門強化のため新工場を建設する。
- 2000年（平成12年） - ISO9002取得（2003年（平成15年）ISO9001:2000に、2009年（平成21年）ISO9001:2008に更新）。
- 2008年（平成20年） - 第三工場を建設する。

## 事業所
- 本社・工場

岐阜県関市小屋名353番地
- 東京営業所

東京都豊島区巣鴨3丁目26番9号